# Симон Вестдейк
Симон Вестдейк (на нидерландски: Simon Vestdijk) е нидерландски лекар, музикален критик, преводач, драматург, виден и много плодовит поет и писател на произведения в жанра социална драма, лирика, исторически роман, научна фантастика, съвременен психологически роман, мемоари и документалистика.

## Биография и творчество
Симон Вестдейк е роден на 17 октомври 1898 г. в Харлинген, Нидерландия. Единствено дете е на учителя по гимнастика Симон Вестдейк и Анна Мюлдер. От ранна възраст редовно остава при баба си и дядо си в Амстердам. Завършва гимназия в родния си град. От 1917 г. започва да следва медицина в Амстердамскиа университет. През 1918 г. прави литературния си дебют с разказа „Стилизирани наблюдения“ в студентския алманах от Амстердам. През 1926 г. за първи път негови стихове са публикувани в литературно списание. В същото време той обмисля да продължи кариерата си в музиката и взема уроци по хармония и контрапункт в продължение на шест месеца.
След дипломирането си като лекар през 1927 г., в периода 1927 – 1932 г. работи като заместник общопрактикуващ лекар. Все още несигурен в призванието си, за кратко учи философия в Лайден през 1928 г. със специалност психология. Занимава се и с астрология. В периода 1929 – 1930 г. работи като корабен лекар и прави пътуване до Индонезия (тогава Нидерландска Индия).
Официалният му писателски дебют е през 1932 г. с публикуването на колекция от стихове. Решаваща за насочването му към е срещата му през 1932 г. с поета Е. дю Перон и писателя Мено тер Браак, след което става редактор в списание „Форум“. Малко след това, през 1933 г., е публикувана и първата му новела, „Купето“. Същата година пише и първия си роман „Дете между четири жени“. Той е отказан от издателя, заради големия му обем, но впоследствие става основата за първите четири тома от поредицата „Антон Вахтер“. Поредицата представя картина на съвременния живот в Нидерландия, описвайки вътрешния свят на човек от 20-ти век от раждането му до зряла възраст в традицията на „образователния роман“, жанр, който е широко разпространен през 19-ти век.
В периода февруари 1938-юни 1939 г. е редактор за изкуство и литература на Nieuwe Rotterdamse Courant. През същия период той получава наградата CW van der Hoogt за романа „Петият печат“. От 4 май 1942 г. до края на февруари 1943 г. е заложник от германските окупационни сили в Синт Михиелсгестел и Шевенинген. В периода 1945 – 1948 г. е член на редакционната колегия на Centaur и критик на Het Parool. През 1949 г. става редактор на Podium и служител на Het Algemeen Handelsblad.
През 1950 г. е издаден романът му „Медната градина“, считан за един от най-добрите му творби. Главният герой Нол си спомня младостта в провинциалния град, където на 8-годишна възраст слуша духовата музика и танцува с Трикс, дъщерята на диригента. Години по-късно Нол следва медицина и се забърква в сложни взаимоотношения с Трикс. Той си спомня за това в парка заобиколен от дървета с листа обагрени от медния цвят на есента.
През 1951 г. получава наградата „П. К. Хоофт“ за „Поклонниците на огъня“ . През 1955 г. става кавалер на Ордена на Ориндж-Насау и получава наградата „Константен Хюйгенс“ от фондация „Ян Камперт“ за цялото си творчество, което по това време наброява около 80 заглавия.
Той е запомнен главно със своите психологически, автобиографични и исторически романи. Голяма част от работата му разкрива желание както да митологизира баналността на ежедневието, така и да сведе митологията на великите събития до баналното.
През 1957 г. за първи път е номиниран от ПЕН центъра за Холандия за Нобелова награда, която никога не му е присъдена. През 1964 г. университетът в Гронинген му присъжда отличието „доктор хонорис кауза“ по литература.
От 1936 г. писателят живее с Анс Костер-Зейп, която е и негова хазяйка. След смъртта ѝ през 1965 г. се жени за Мике ван дер Хувен, с която има син (1967) и дъщеря (1969).
През 1968 г. се разболява от болестта на Паркинсон. На 20 март 1971 г. е удостоен с наградата за холандска литература, но не успява да я получи. Симон Вестдейк умира на 23 март 1971 г. в Утрехт.

## Произведения

### Самостоятелни романи
- Kind tussen vier vrouwen (1933) – автобиографичен (неиздаден)
- Meneer Visser's hellevaart (1934)[1][2]
- Else Böhler, Duits dienstmeisje (1935)
- Heden ik (1936) – епистоларен роман, с Хендрик Марсман
- Het vijfde zegel – Roman uit het Spanje der Inquisitie (1937) – исторически роман за Ел Греко – награда CW van der Hoogt
- De nadagen van Pilatus (1938) – за Древен Рим
- Aktaion onder de sterren (1939) – за Древна Гърция
- Rumeiland (1940) – за Ямайка[2]
- De zwarte ruiter (1940)
- Ierse nachten (1942) – за Ирландия
- Ivoren wachters (1944) – психологически роман
- Pastorale 1943 (1945) – за Втората световна война в Нидерландия, награда за проза на Амстердам
- Puriteinen en piraten (1945)
- De redding van Fré Bolderhey (1946) – полуавтобиографичен
- De vuuraanbidders (1947) – за Осемдесетгодишната война, награда „П. К. Хоофт“[4]
- Bevrijdingsfeest (1947) – за Втората световна война в Нидерландия
- De kellner en de levenden (1948) – есхатологичен роман за деня на Страшния съд
- Avontuur met Titia (1949) – епистоларен роман с Хенриет ван Ейк
- De koperen tuin (1950) – полуавтобиографичен
Медната градина, изд.: ИК „Рива“, София (2010), прев. Николина Сиракова
- De vijf roeiers (1951) – за Ирландия
- De dokter en het lichte meisje (1951)
- De verminkte Apollo (1952) – за Древна Гърция
- Op afbetaling (1952)
- De schandalen (1953)
- De ziener (1959)
- De filosoof en de sluipmoordenaar (1961) – за Волтер
- Een moderne Antonius (1960)
- Een alpenroman (1961)
- De held van Temesa (1962) – за Древна Гърция
- Bericht uit het hiernamaals (1963) – научна фантастика
- Het genadeschot (1964) – за психологическата война
- Juffrouw Lot (1965)
- Zo de ouden zongen... (1965)
- De onmogelijke moord (1966) – криминален роман
- Het spook en de schaduw (1966)
- Een huisbewaarder (1967)
- De leeuw en zijn huid (1967) – за историческа Венеция
- De filmheld en het gidsmeisje (1968)
- De hôtelier doet niet meer mee (1968)
- Het schandaal der blauwbaarden (1968)
- Vijf vadem diep (1969)
- Het verboden bacchanaal (1969)
- Het proces van Meester Eckhart (1970)
- De persconferentie (1973) – незавършен

### Поредица „Антон Вахтер“ (Anton Wachter)
1. Terug tot Ina Damman (1934)[1][2]
2. Surrogaten voor Murk Tuinstra (1937)
3. Sint Sebastiaan: de geschiedenis van een talent (1939)
4. De andere school (1941)
5. De beker van de min (1957)
6. De vrije vogel en zijn kooien (1958)
7. De rimpels van Esther Ornstein (1959)
8. De laatste kans (1960)

### Поредица „Симфония от Виктор Слингеланд“ (Symfonie van Victor Slingeland)
1. Het glinsterend pantser (1956) – полуавтобиографичен[1]
2. Open boek (1957)
3. De arme Heinrich (1958)

### Поезия
- Verzen (1932)[1]
- Berijmd palet (1933)
- Vrouwendienst (1934)
- Kind van stad en land (1936)
- Fabels met kleurkrijt (1938)
- Klimmende legenden (1940)
- Water in zicht (1940)
- De vliegende Hollander (1941)
- Simplicia (1941)
- Het geroofde lam (1942)
- Ascensus ad inferos (1942) – с Ф. Р. А. Хенкел
- De terugkomst (1943)
- De houtdiefstal (1944) – с Ф. Р. А. Хенкел
- De doode zwanen (1944)
- Allegretto innocente (1944)
- De uiterste seconde (1944)
- Mnemosyne in de bergen (1946)
- Thanatos aan banden (1948)
- Gestelsche liederen (1949)
- Swordplay – Wordplay (1950) – с Адриан Роланд Холст
- Een op de zeven (1955)
- Rembrandt en de engelen (1956)

### Сборници, новели и разкази
- Gestileerde waarnemingen (1917)[1]
- Zes verhalen (1917)
- Het dagboek van het witte bloedlichaampje (1922)
- Negen jeugdverhalen (1926)
- Het litteken (1933)
- Blauwbaard en Reus (1933)
- De dood betrapt (1935) – 6 новели
- De bruine vriend (1935) – новела
- Narcissus op vrijersvoeten (1938)
- De verdwenen horlogemaker (1939)
- Stomme getuigen (1946)
- Fantasia en andere verhalen (1958)

### Документалистика
- De toekomst der religie (1947)[1]
- Astrologie en wetenschap (1949)
- Het wezen van de angst. Een psychologische studie (1949)

### Есета (частично)
- Kunstenaar en oorlogspsychologie (1937)[1]
- Rilke als barokkunstenaar (1938) – за Райнер Мария Рилке
- Lier en lancet (1939)
- Strijd en vlucht op papier (1939)
- Albert Verwey en de Idee (1940) – награда „Вайнандс Франкен“
- Het schuldprobleem bij Dostojewski (1945) – за Достоевски
- Essays in duodecimo (1952) – специална награда, награда за есе на Амстердам
- Zuiverende kroniek (1956)

### Екранизации
- 1975 De koperen tuin – тв филм
- 1978 Pastorale 1943
- 1981 Het verboden bacchanaal
- 1992 Op afbetaling – тв минисериал
- 1998 Het glinsterend pantser – тв филм
- 1998 De Ziener
- 1998 Ivoren wachters